# 旭町通
旭町通（あさひまちどおり）は、新潟県新潟市中央区の町字。現行行政地名は旭町通1番町及び旭町通2番町。住居表示未実施区域。郵便番号は951-8122。

## 概要
1868年（明治元年）から現在までの町名。寄居白山外新田の一部地域から分立。

### 隣接する町字
北から東回り順に、以下の町字と隣接する。
- 西大畑町
- 営所通
- 下旭町
- 東中通
- 医学町通
- 学校町通
- 水道町

## 地域

### 1番町
主な企業・施設
- 新潟大学（旭町（医学部）キャンパス）
- 有壬記念館
- 新潟大学医歯学総合病院
- 新津記念館

### 2番町
主な企業・施設
- 信濃毎日新聞新潟支局
- 旧日本海タワー（現在は「南山配水場」）
- 放送大学
- 諏訪神社

## 歴史

### 分立した町字
1889年（明治22年）以後に、以下の町字が分立。
水道町（すいどうちょう）
1927年(昭和2年)に旭町通から分離。1～2丁目がある。

### 年表
- 1868年（明治元年） : 寄居白山外新田の一部地域から分立。
- 1879年（明治12年）4月9日 : 合併により新潟区の町丁となる。
- 1889年（明治22年） 4月1日 : 新潟区の市制施行により新潟市の町丁となる。
- 1927年(昭和2年) : 水道町が分立。
- 2007年（平成19年）4月1日 : 新潟市の政令指定都市移行により、中央区の町丁となる。

## 世帯数と人口
2018年（平成30年）1月31日現在の世帯数と人口は以下の通りである。
| 町丁        | 世帯数  | 人口    |
| ----------- | ------- | ------- |
| 旭町通1番町 | 94世帯  | 152人   |
| 旭町通2番町 | 463世帯 | 907人   |
| 計          | 557世帯 | 1,059人 |

## 小・中学校の学区
市立小・中学校に通う場合、学区は以下の通りとなる。
| 町丁        | 番地                                                | 小学校             | 中学校             |
| ----------- | --------------------------------------------------- | ------------------ | ------------------ |
| 旭町通1番町 | 75～86番地 747～756番地 758～913番地 5263～5267番地 | 新潟市立白山小学校 | 新潟市立白新中学校 |
| 旭町通1番町 | 93～96番地 757番地                                  | 新潟市立新潟小学校 | 新潟市立寄居中学校 |
| 旭町通2番町 | 全域                                                | 新潟市立新潟小学校 | 新潟市立寄居中学校 |

## 観光

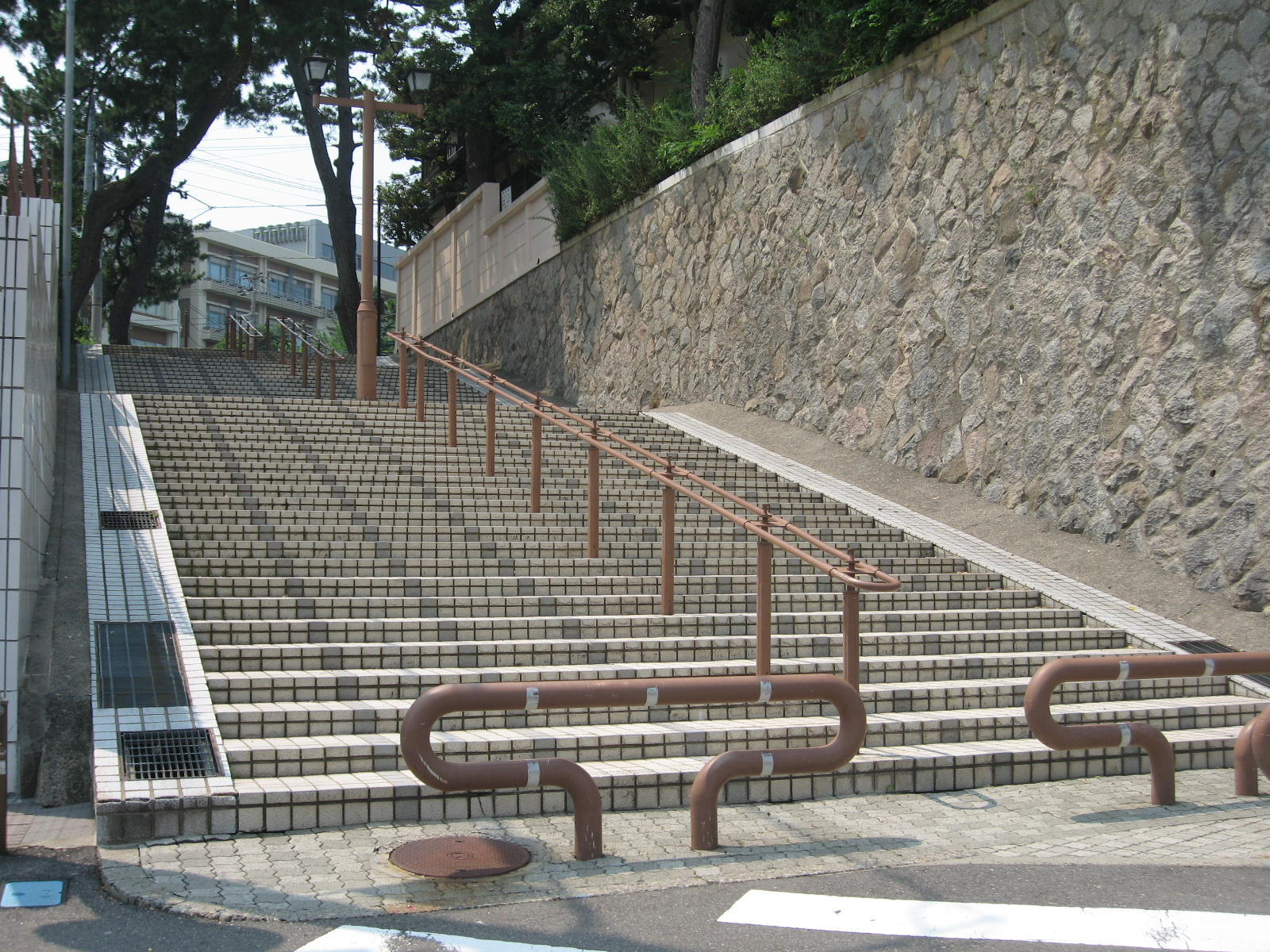
しょうこん坂

しょうこん坂（しょうこんさか）
招魂坂。旭町通東部にある坂で、坂名は戊辰戦争後に設置された「招魂場」に由来する。
慶応4年5月2日（1868年6月21日）から続く戊辰戦争（北越戦争）において7月の新潟町域での戦闘では新政府軍、幕府軍合わせて50余人が戦死した。1868年（明治元年）、新政府は戦死した新政府軍兵士を祭る「招魂場」を各地に建立。新潟には「常盤が岡」と呼ばれる高台（現：旭町通1番町）に建立され、300人余りが埋葬された。この招魂場に登る参道が招魂坂と呼ばれ、官民挙げて行われる招魂祭における坂の賑わいは新潟名物にもなった。
招魂場は1875年（明治8年）に招魂社、1939年（昭和14年）に「護國神社」に名を変えて1945年（昭和20年）に現在地である西船見町に移転した。社名が変わり移転してからでも坂は招魂坂と呼ばれ、1958年（昭和33年）に階段の踏み面が広げられて歩幅と合わなくなってからは一時「ワルツ坂」とも呼ばれたが、現在でも「しょうこん坂」と呼ばれている。

## 出身・ゆかりのある人物
- 塚田十一郎（参議院議員、衆議院議員）[9] - 郵政大臣、新潟県知事などを歴任。住所は旭町通二番町[9]。
- 塚田一郎（参議院議員） - 塚田十一郎の五男。